# Канкан (провинция)
Канка́н (фр. Kankan) — регион на востоке Гвинейской Республики. Административный центр — Канкан. Площадь — 72 156 км², население — 1 467 000 человека (2009 год).

## География
На юге граничит с регионом Нзерекоре, на западе с регионом Фарана, на севере и северо-востоке с Мали, на востоке с Кот-д’Ивуаром.

## Административное деление
Административно провинция подразделяется на 5 префектур:
- Канкан
- Керуане
- Сигири
- Куруса
- Мандиана